# Quebrada de Lules
La Quebrada de Lules  es un lugar ubicado a 3 km de la ciudad de Lules en la provincia argentina de Tucumán, a tal quebrada  (es decir, valle estrecho con empinadas laderas) se accede a través de la ruta 321 que parte desde la ciudad de Lules y dirigiendo en dirección este-oeste, llega hasta una rotonda pavimentada desde donde se puede apreciar la densa vegetación subtropical  que la reviste en su totalidad, y dividiéndola en 2 corre el río Lules.  Enmarcada por las sierras de San Javier y Yerba Huasi, este lugar sorprende al visitante por su belleza y variados matices, con el imponente río Lules que aporta vida y paisaje con su majestuosidad. 
- Datos: Q6094290